# Hôtel des sociétés savantes (Rouen)
 (juillet 2017).
Si vous disposez d'ouvrages ou d'articles de référence ou si vous connaissez des sites web de qualité traitant du thème abordé ici, merci de compléter l'article en donnant les références utiles à sa vérifiabilité et en les liant à la section « Notes et références ».
Pour les articles homonymes, voir Hôtel des Sociétés savantes.
L'hôtel des sociétés savantes est un hôtel situé au 190, rue Beauvoisine à Rouen et abrite le Consortium des sociétés savantes.

## Histoire
Cet hôtel remplace depuis 1966 l'hôtel de la Première Présidence no 40bis rue Saint-Lô, détruit le 25 août 1944 et dont seule subsiste aujourd’hui le portail qui donne accès à la terrasse de l’espace du Palais.
Ce bâtiment, qui donne sur la rue Beauvoisine, est attenant au muséum de Rouen et au musée des Antiquités. La rampe de l'escalier provient de l'ancien palais des Consuls de Rouen.

## Consortium
Il comprend plusieurs associations culturelles rouennaises parmi lesquelles :
- l'Académie des Sciences, Belles-Lettres et Arts de Rouen
- les Amis des monuments rouennais (AMR)
- les Amis de Flaubert et de Maupassant
- les Amis des fleurs (Société centrale d'horticulture de Seine-Maritime)
- les Amis des musées de la Métropole et du département de la Seine-Maritime (AMMD-SM)
- le Centre de recherches archéologiques de Haute-Normandie-Société normande d'études préhistoriques
- les Études normandes
- le Groupe de recherches archéologiques du Pays de Caux
- le Salon des artistes normands
- la Société libre d'émulation de la Seine-Maritime.
- le Rotary Club de Rouen
- Cyrano.net